# نگارخانه ملی هنر (آمریکا)

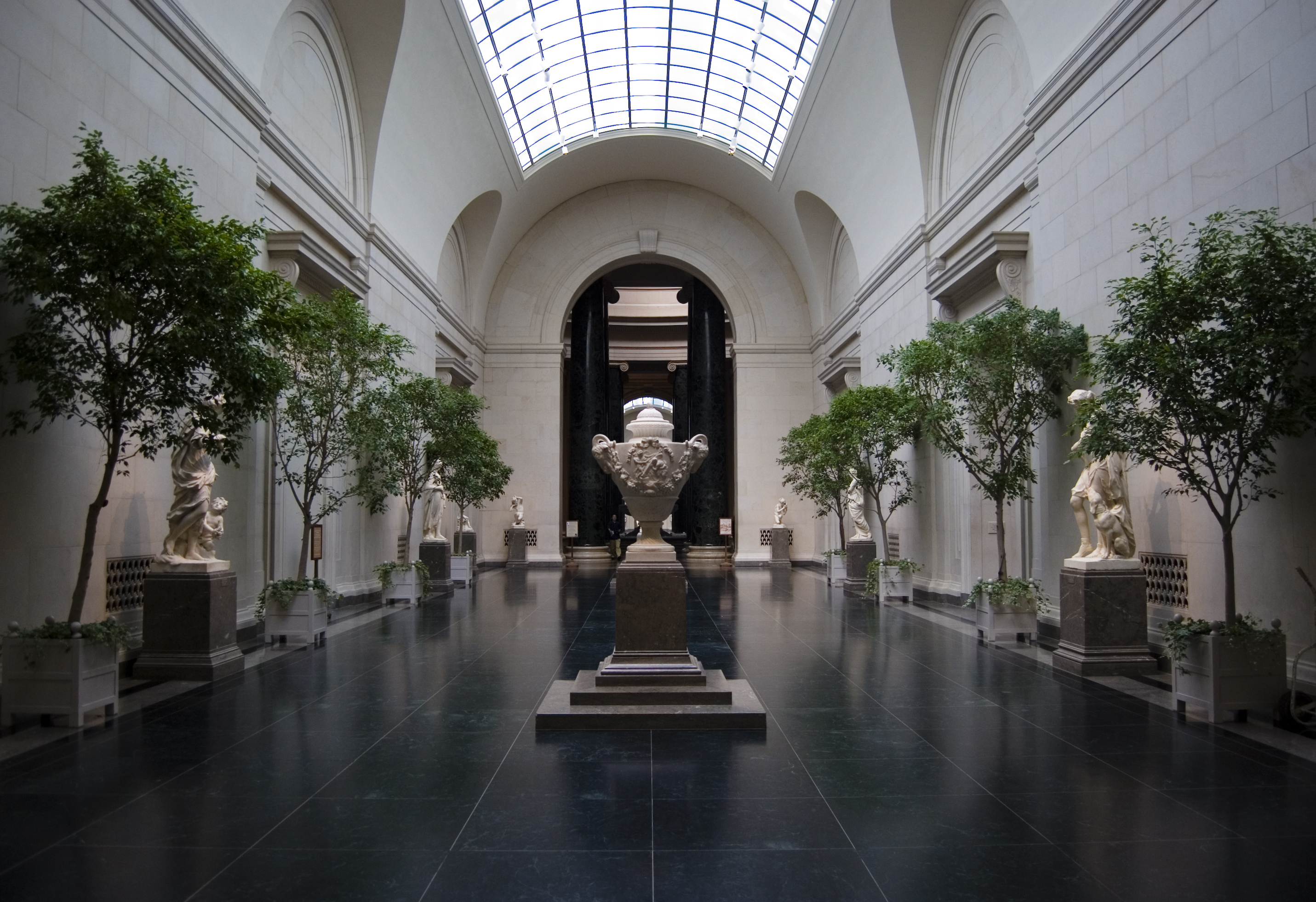

نگارستان ملی هنر آمریکا (به انگلیسی: The National Gallery of Art) تأسیس ۱۹۳۷، یکی از مشهورترین مراکز فرهنگی ایالات متحده آمریکا است.
این موزه در شهر واشنگتن دی سی در آمریکا قرار دارد.

## تاریخچه
در سال ۱۹۲۹ میلادی، لوئیزین هاومایر، حدود ۲۰۰۰ تابلوی غالبا در شیوهٔ امپرسیونیسم از مجموعهٔ پرارزشش را به نگارخانه ملی هنر در واشینگتن دی. سی اهدا کرد.

## نگارخانه

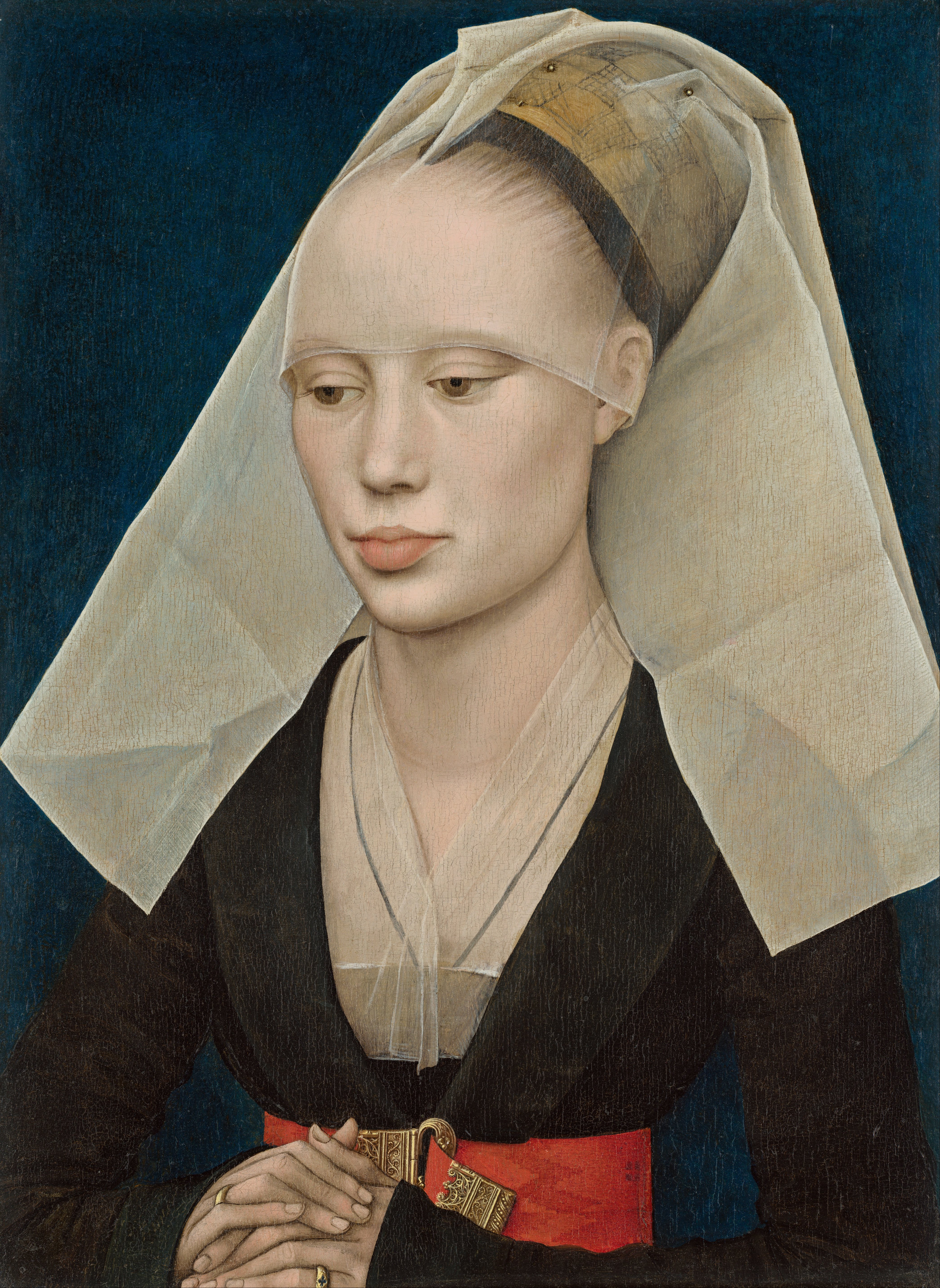
پُرترهٔ یک بانو اثر روخیر فان در ویدن (۱۴۶۰ م.)
جینه‌ورا دی بنچی اثر لئوناردو دا وینچی (۱۴۷۴ م.)
مریم و پسرش اثر رافائل (۱۵۰۵ م.)
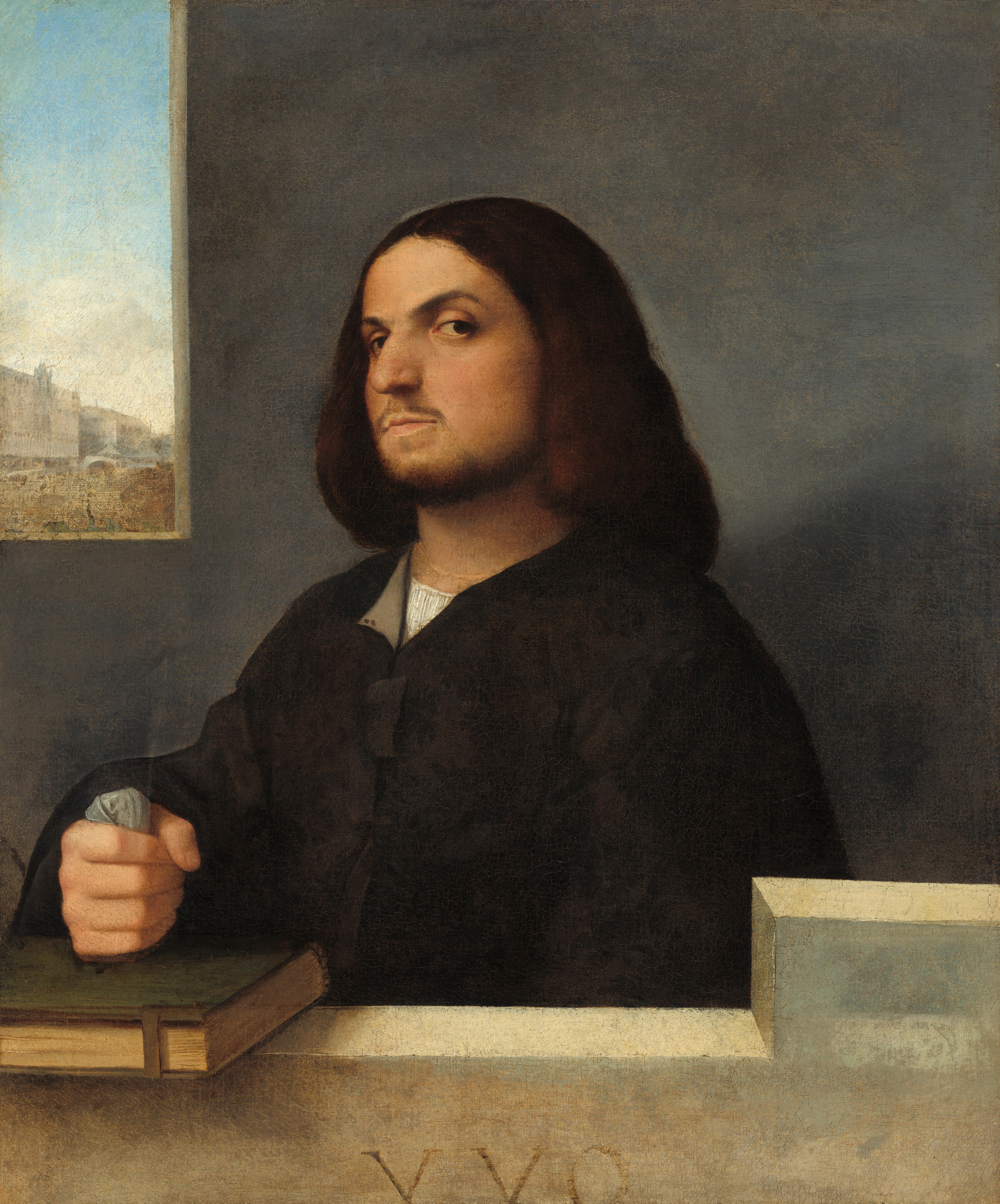
پُرتره‌ای از یک اشراف‌زادهٔ ونیزی حدوداً بین ۱۵۱۰ و ۱۵۱۵ م. اثر تیسین
ونوس در برابر آینه حوالی ۱۵۵۵ م. اثر تیسین
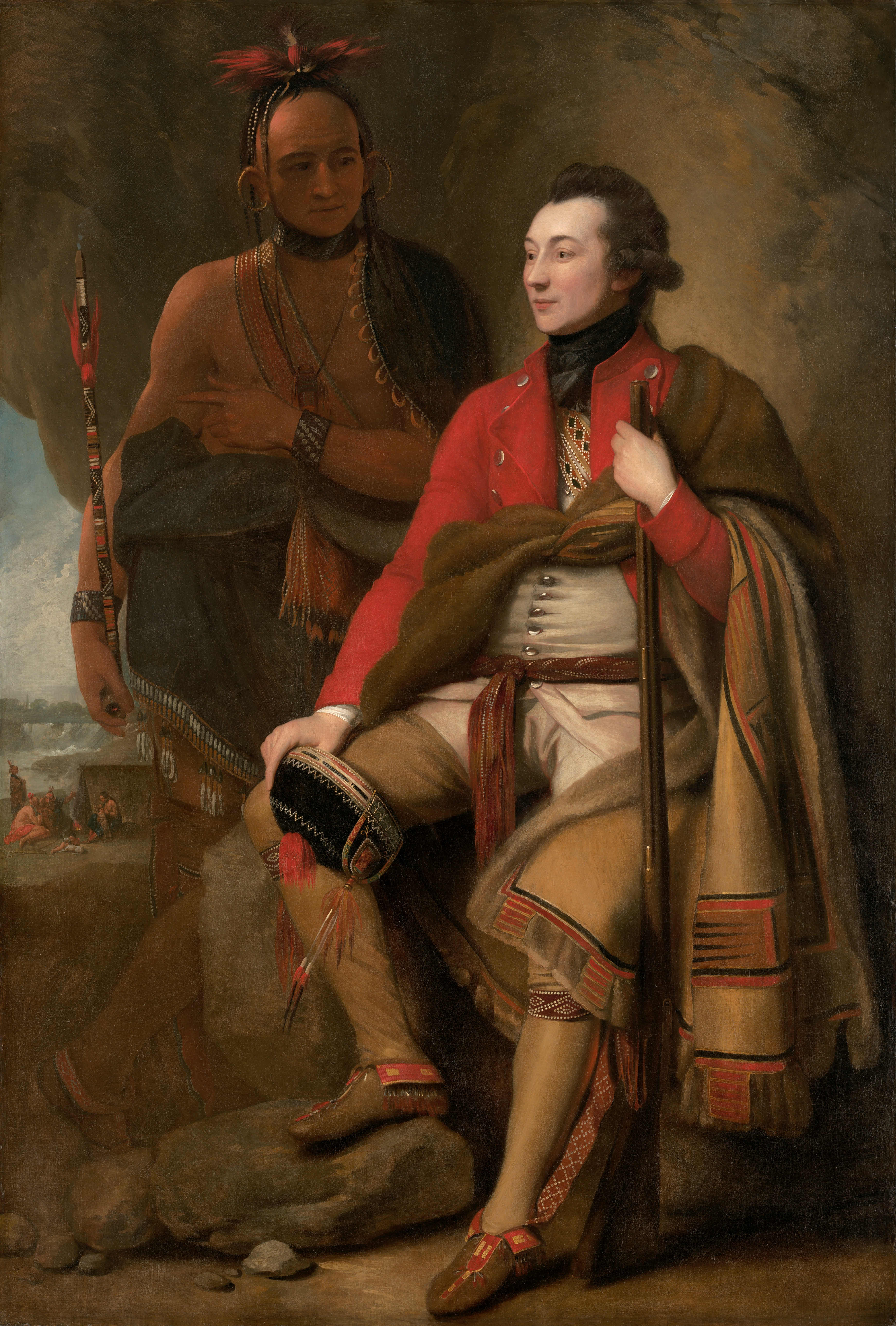
پُرترهٔ کُلنِل گای جانسون اثر بنجامین وست (۱۷۷۵ م.)
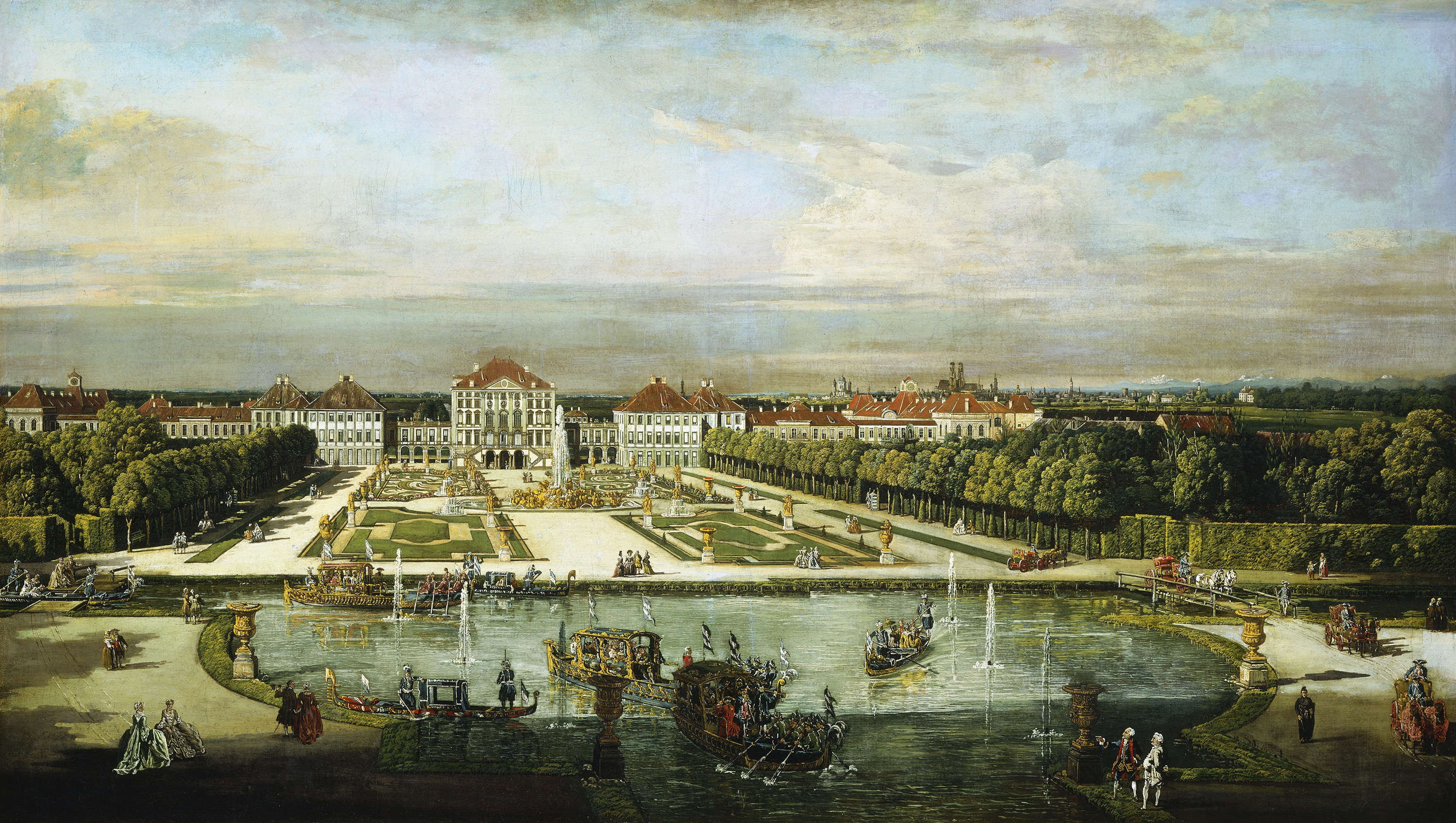
کاخ نیمفِنبورگ اثر کانالِتو (حوالی ۱۷۶۱ م.)
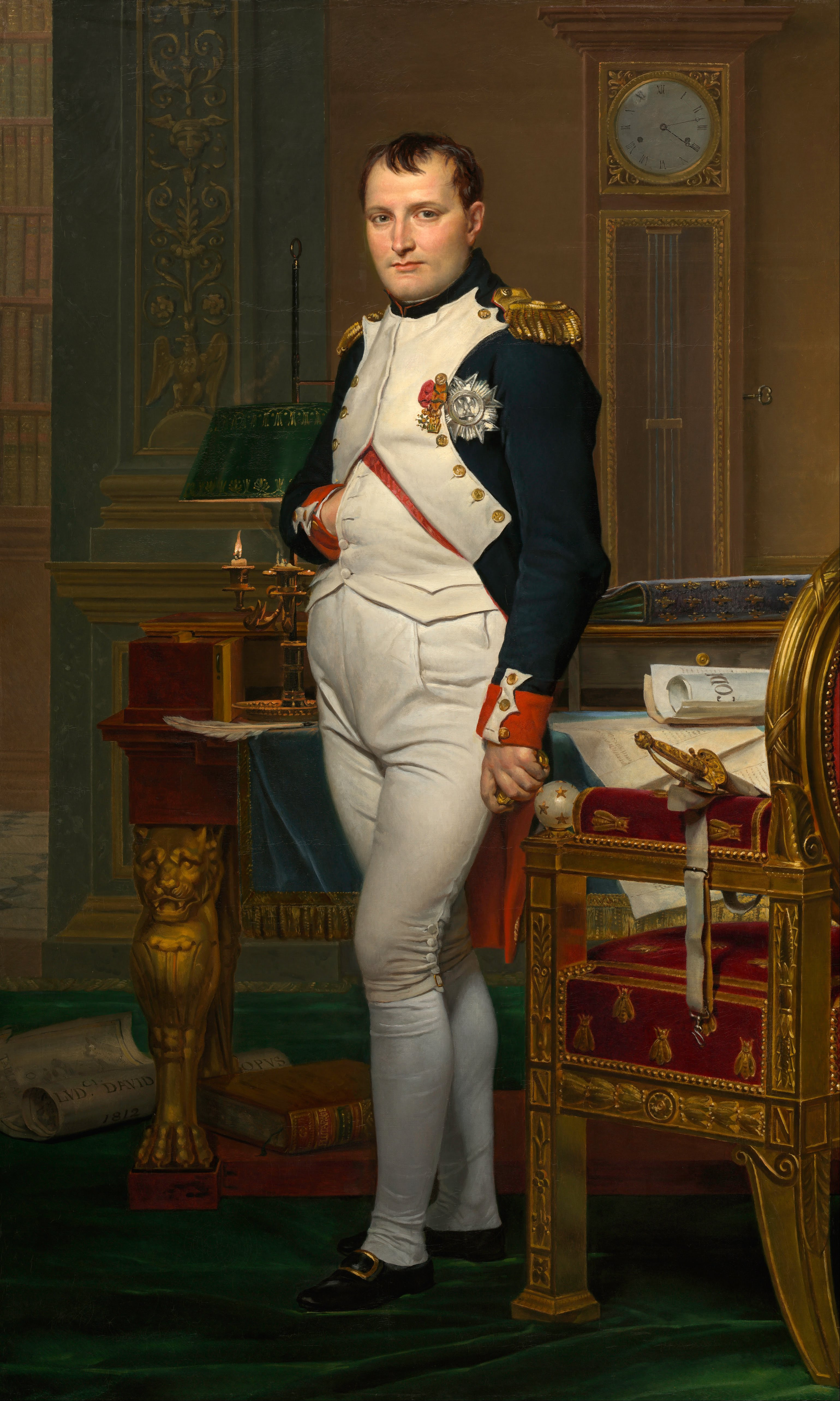
ناپلئون بناپارت اثر ژاک لویی داوید (۱۸۱۲ م.)
سمفونی سفید، شماره ۱: دختر سفید اثر جیمز مک‌نیل ویسلر (۱۸۶۲ م.)
راه‌آهن اثر ادوار مانه (۱۸۷۲ م.)
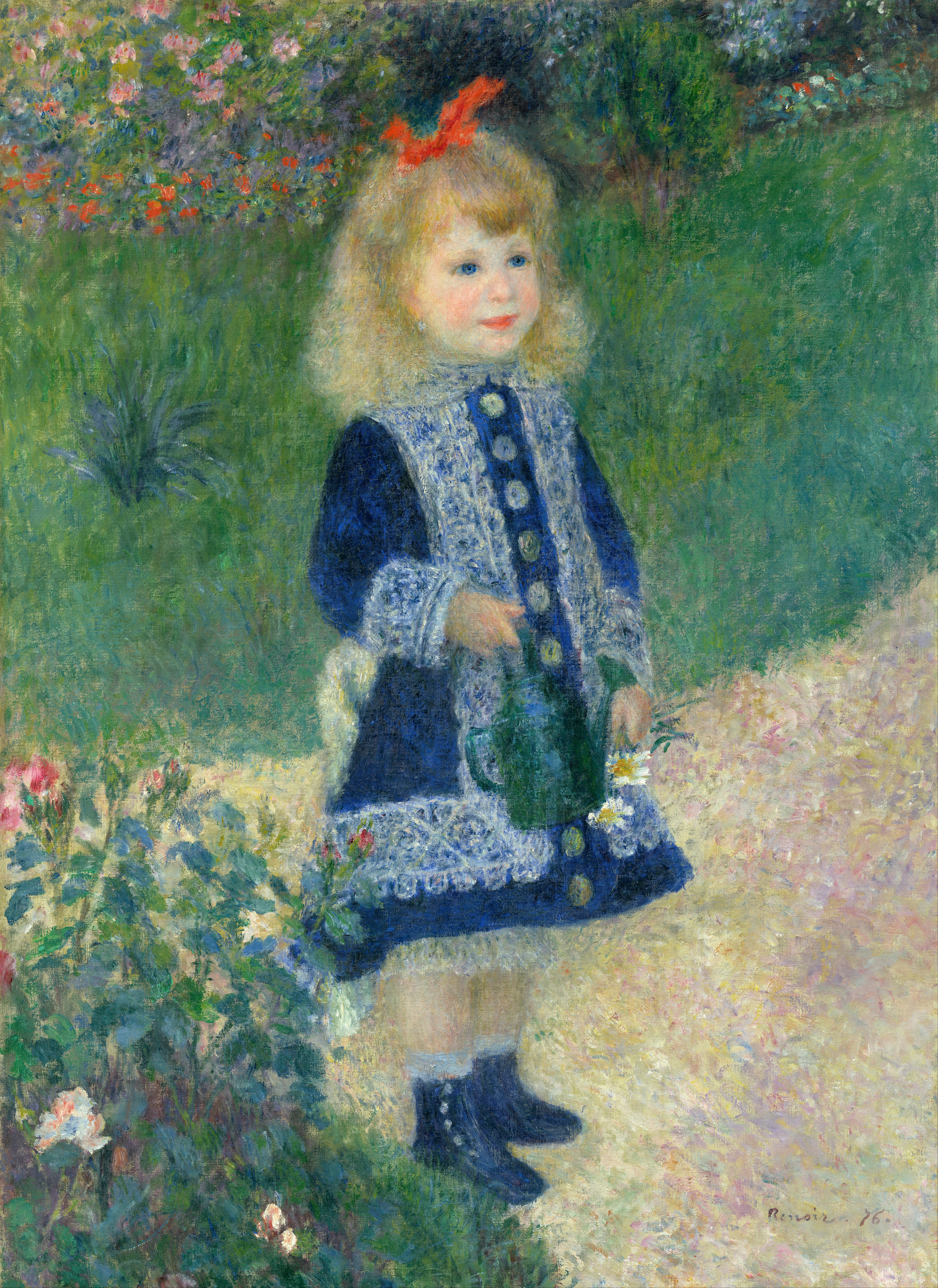
دختری با یک آب‌پاش اثر پیر آگوست رنوآر (۱۸۷۶ م.)
La Mousmé اثر ونسان ون گوگ (۱۸۸۸ م.)
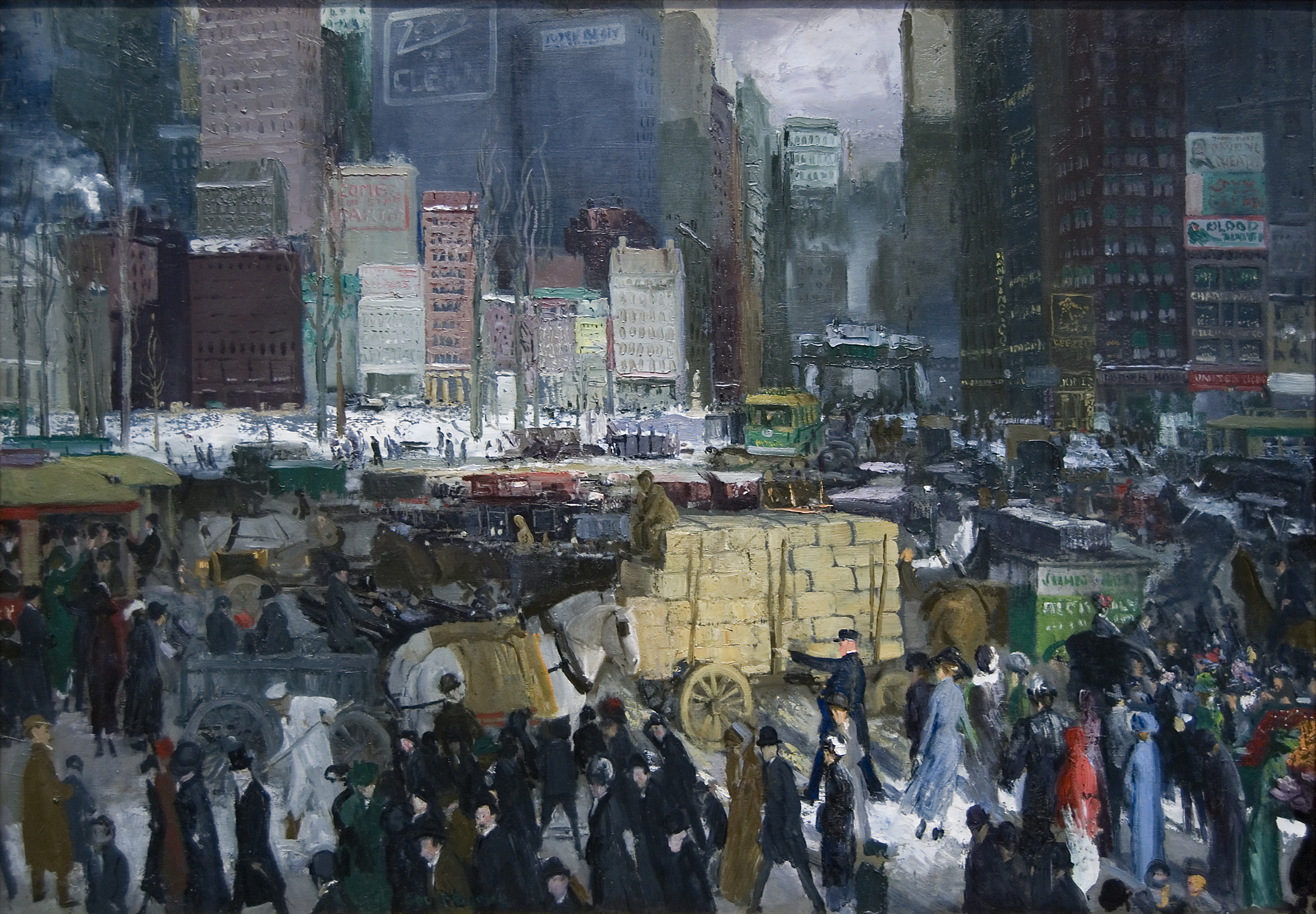
نیویورک اثر جرج بلوز (۱۹۱۱ م.)
نگاه کن میکی اثر روی لیکتنستاین (۱۹۶۱ م.)
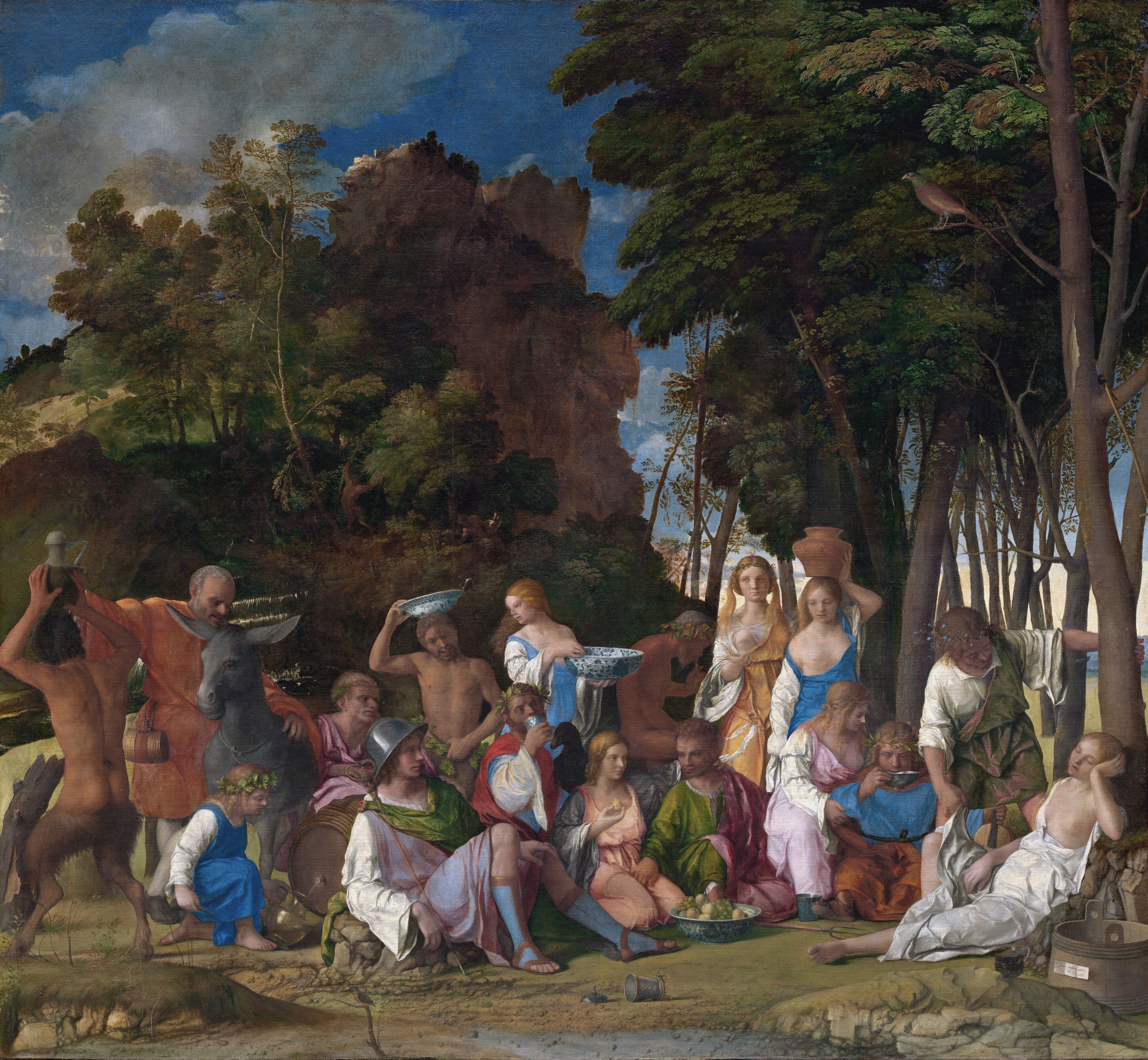
ضیافت خدایان ۱۵۱۴ / ۱۵۲۹ م. جووانی بلینی، تیسین و دوسو دوسی
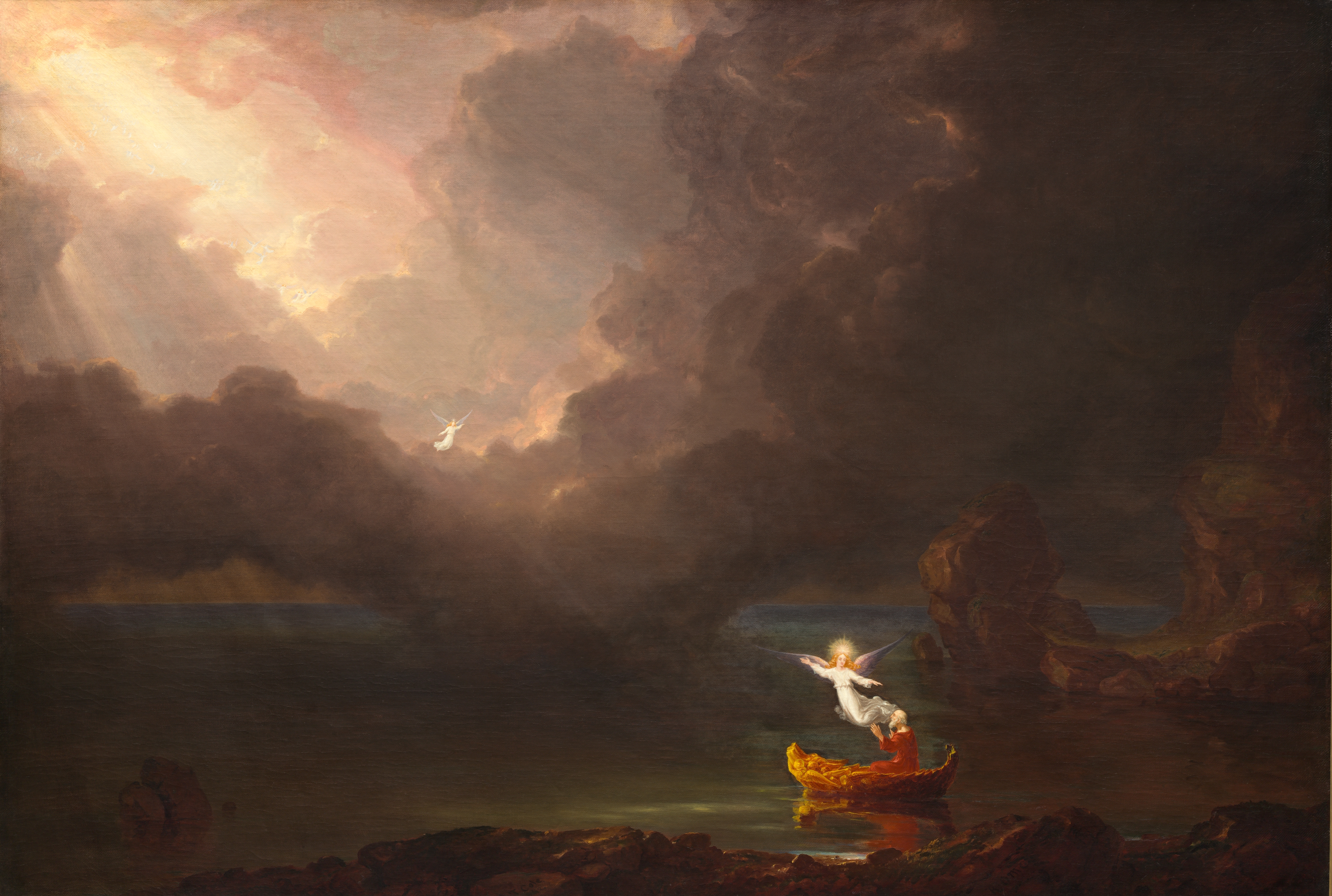
سفر زندگی: سالخوردگی ۱۸۴۲ م. اثر توماس کول
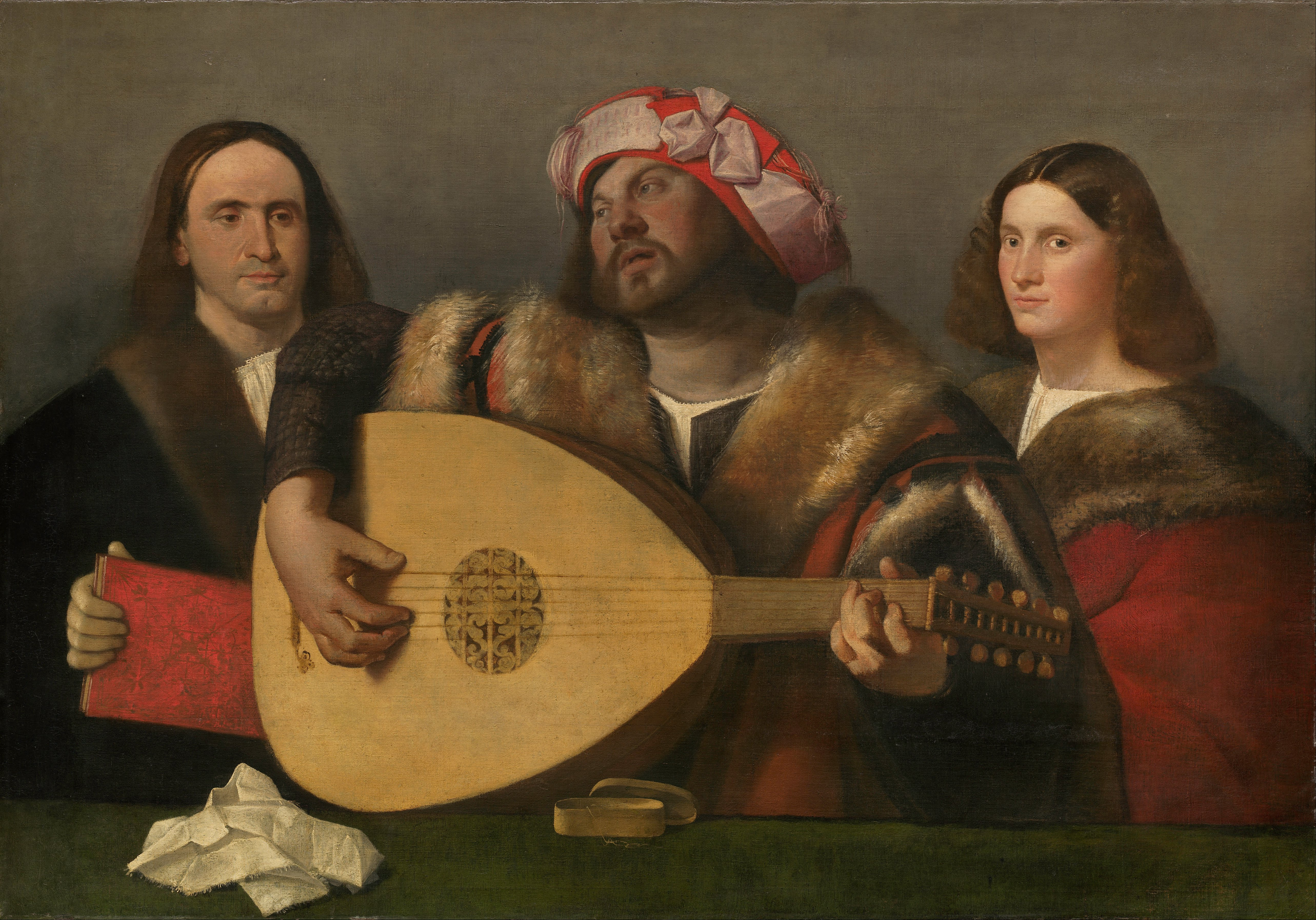
کُنسِرتو بین ۱۵۱۸ تا ۱۵۲۰ م. اثر جیووانی کاریانی
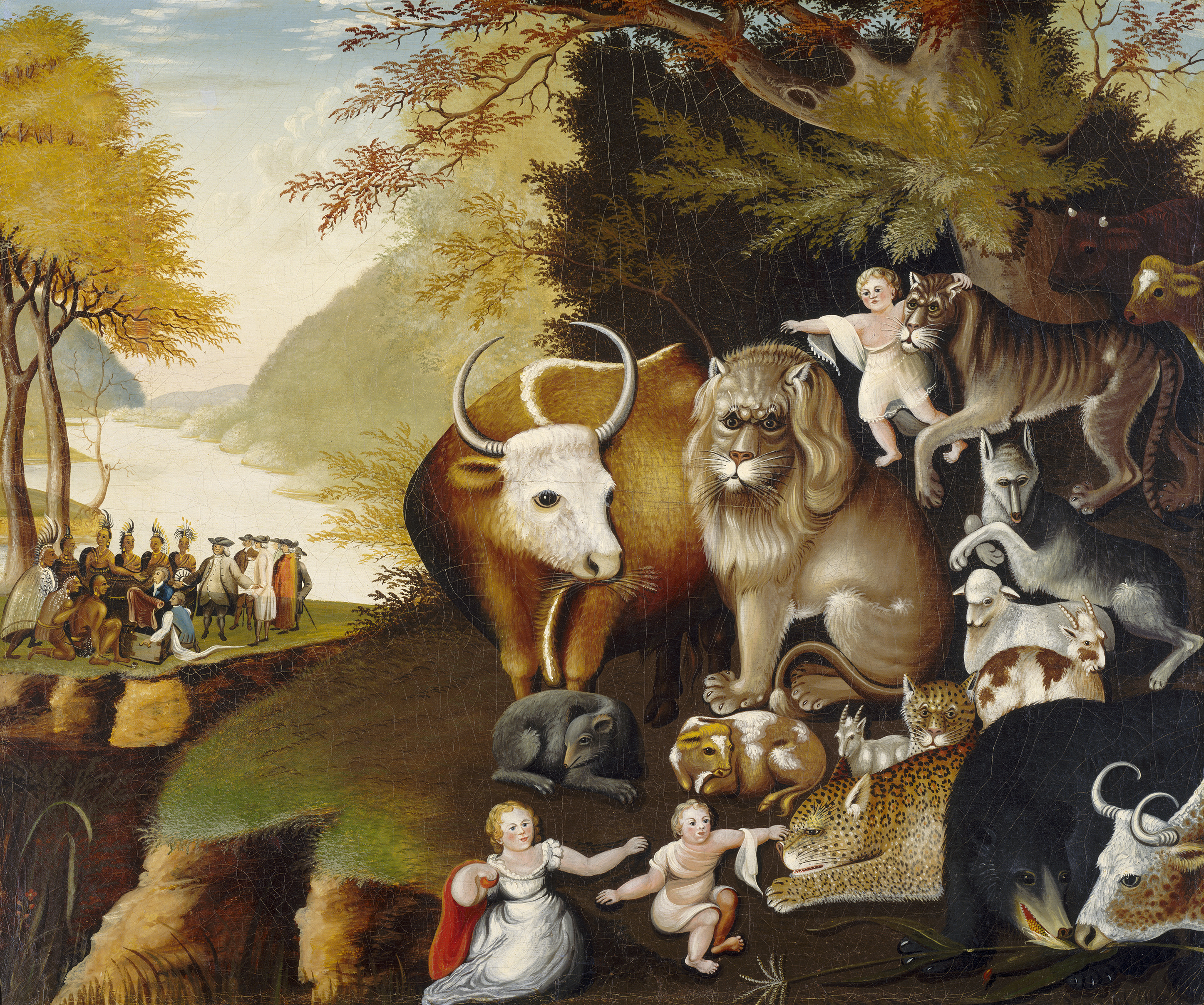
عصر ظهور حوالی ۱۸۳۴ م. اثر ادوارد هیکس
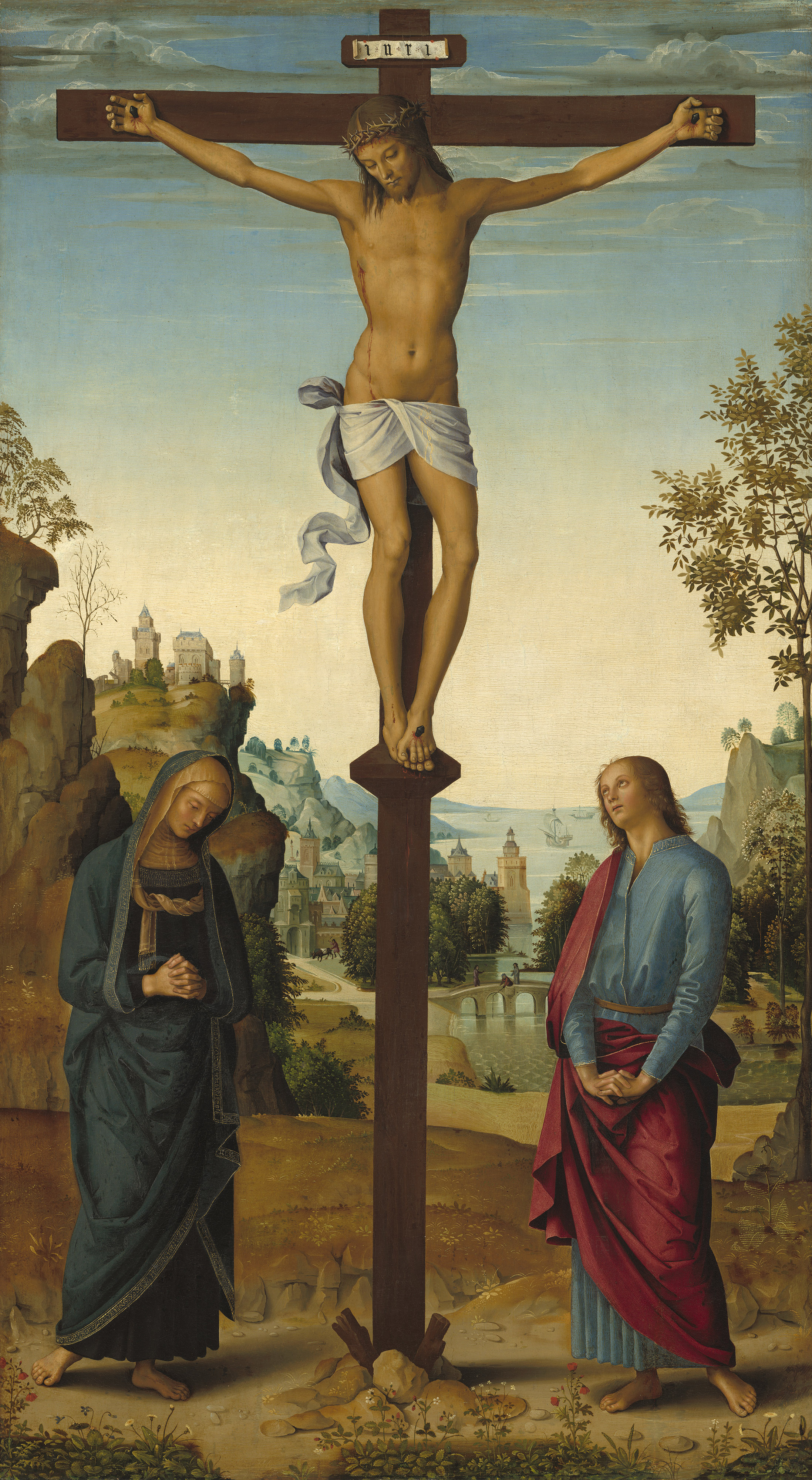
مادر ایستاده به سوگ ۱۴۸۲ م. اثر پیترو پروجینو
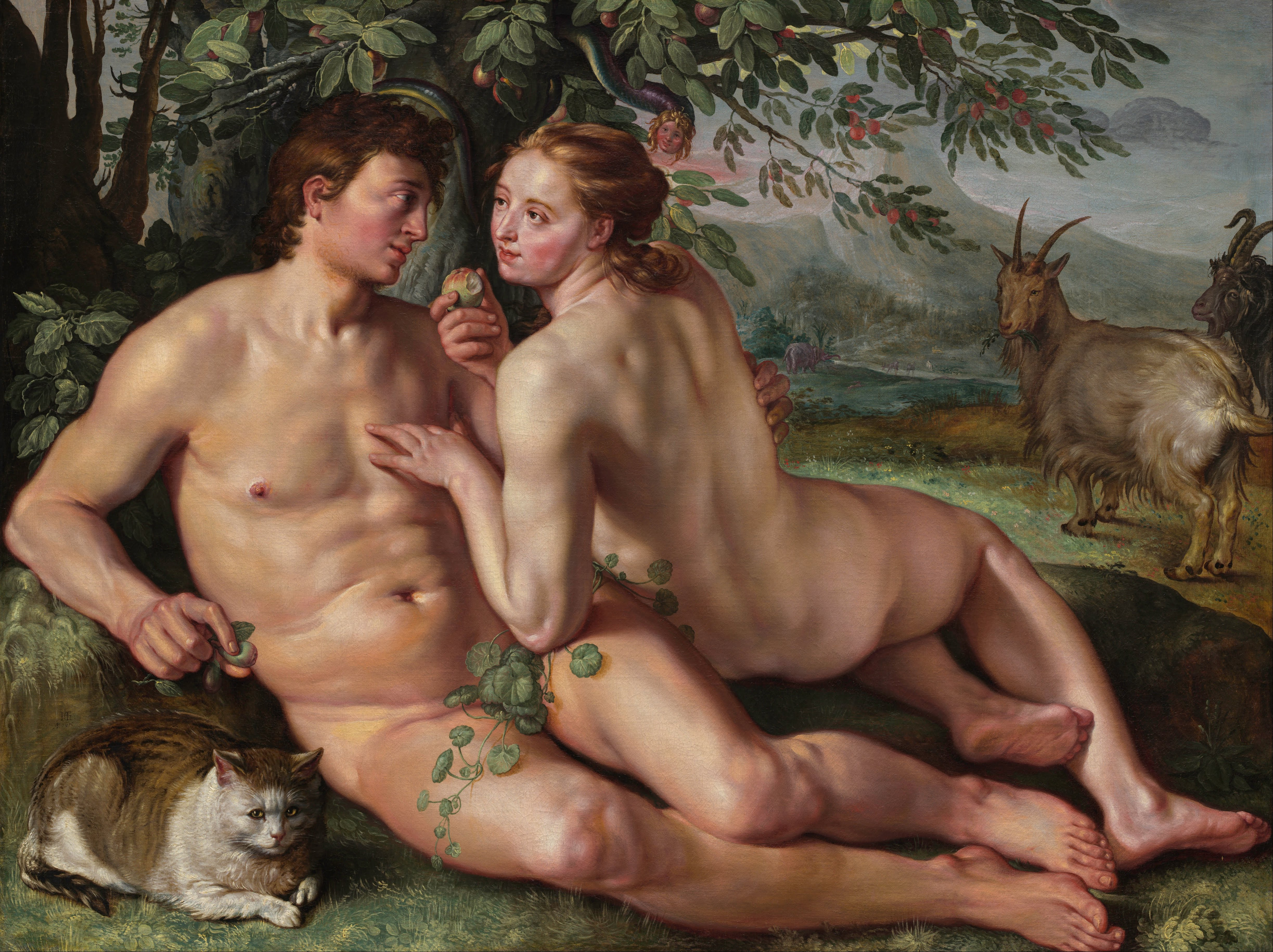
هُبوطِ انسان حدود ۱۶۱۶ م. اثر هندریک خولتسیوس
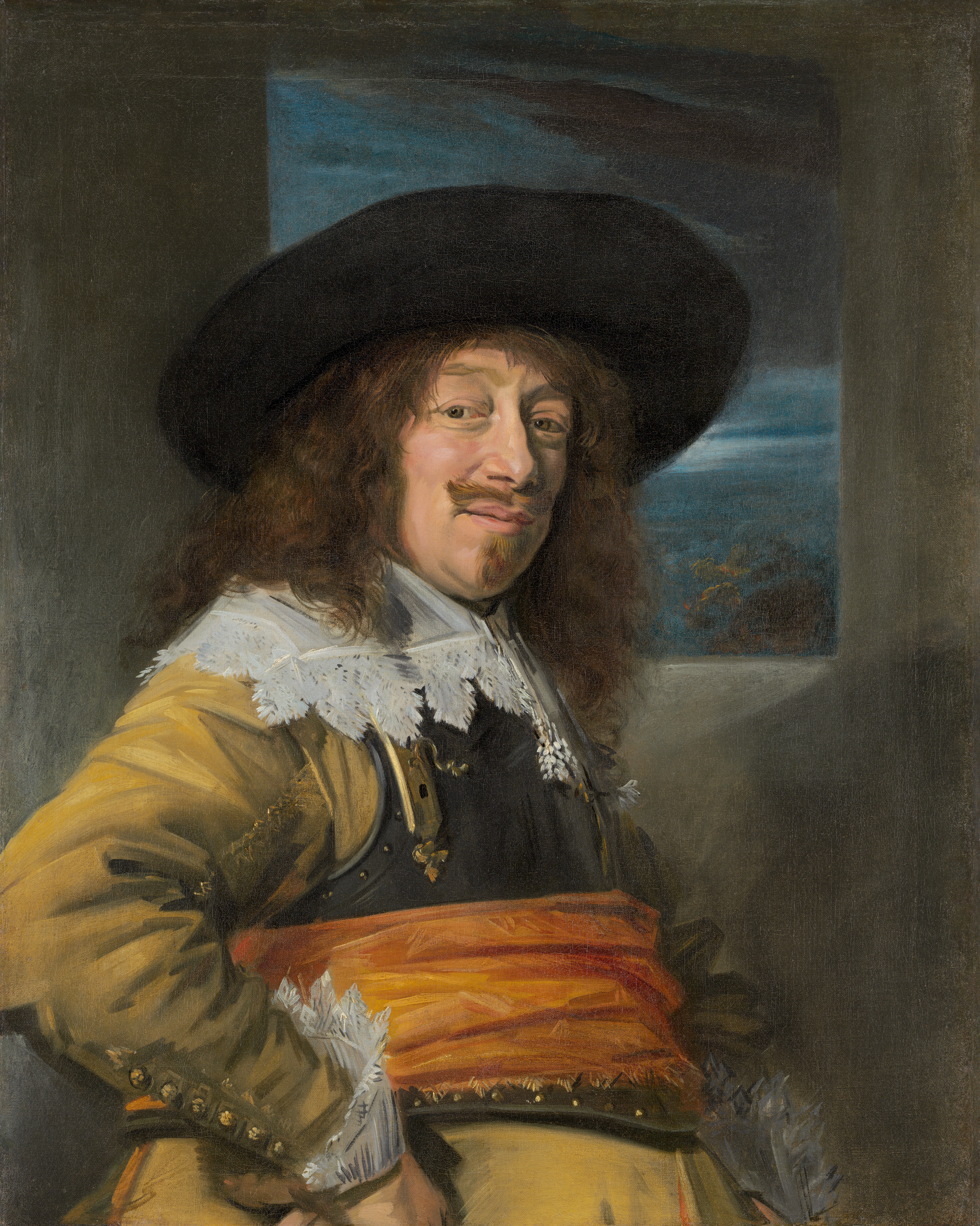
پرترهٔ یکی از محافظان مردمی هارلم بین ۱۶۳۶ تا ۱۶۳۸ م. اثر فرانس هالس
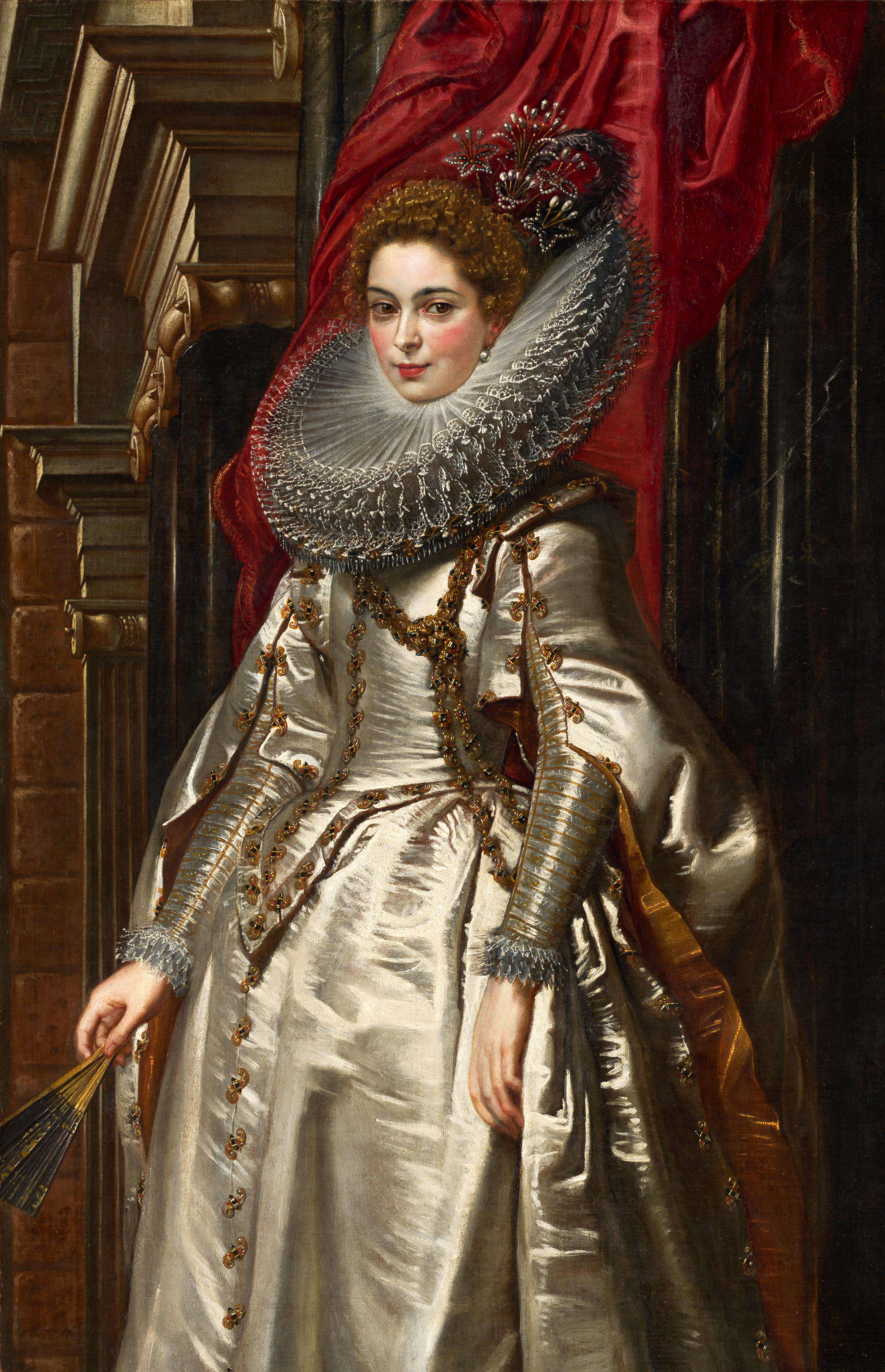
پرتره مارکسا بریگیدا اسپینولا-دوریا ۱۶۰۶ م. اثر پیتر پل روبنس
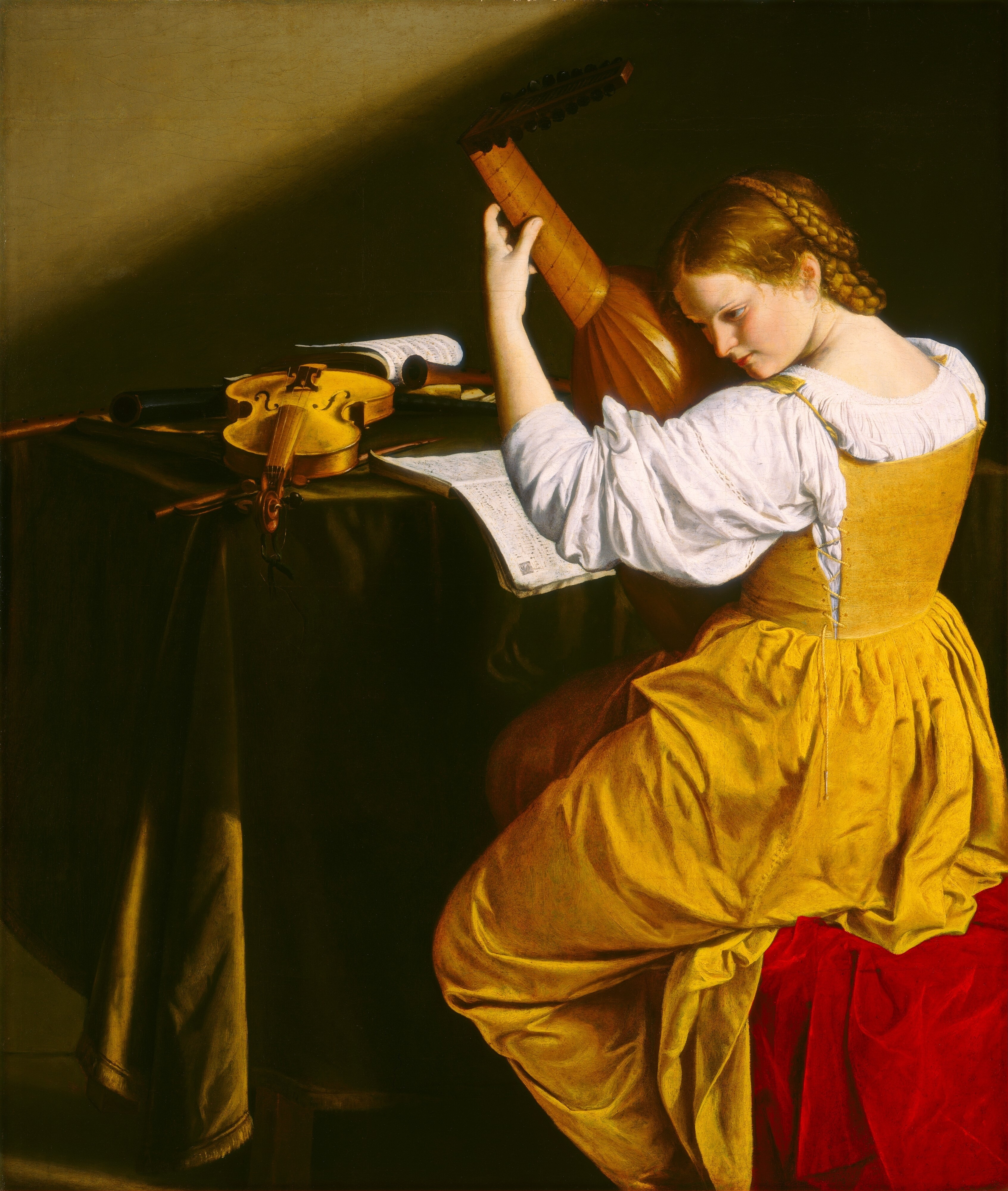
نوازنده لوت
۱۶۱۲–۱۶۱۵ م.
اثر اوراتسیو جنتیلسکی

## جُستارهای وابسته
- مرکز هنرهای نمایشی لینکلن